# Seznam zápasů portugalské fotbalové reprezentace na Mistrovství Evropy
Portugalská fotbalová reprezentace byla celkem 9x na mistrovstvích Evropy ve fotbale a to v letech 1984, 1996, 2000, 2004, 2008, 2012, 2016, 2021, 2024.
- Aktualizace po ME 2024 - Počet utkání - 39 - Vítězství - 24x - Remízy - 7x - Prohry - 13x

| Číslo | Soupeř     | Výsledek             | ME      | Fáze turnaje       | Góly Portugalska |
| ----- | ---------- | -------------------- | ------- | ------------------ | --- |
| 1.    | SRN        | 0 – 0                | ME 1984 | základní skupina B | Ne |
| 2.    | Španělsko  | 1 – 1                | ME 1984 | základní skupina B | António Sousa |
| 3.    | Rumunsko   | 1 – 0                | ME 1984 | základní skupina B | Tamagnini Nené |
| 4.    | Maďarsko   | 2 – 3 (PP)           | ME 1984 | semifinále         | 2x Rui Jordão |
| 5.    | Dánsko     | 1 – 1                | ME 1996 | základní skupina D | Sá Pinto |
| 6.    | Turecko    | 1 – 0                | ME 1996 | základní skupina D | Fernando Couto |
| 7.    | Chorvatsko | 3 – 0                | ME 1996 | základní skupina D | Luís Figo, João Vieira Pinto, Domingos José Paciencia Oliveira                                                      |
| 8.    | Česko      | 0 – 1                | ME 1996 | Čtvrtfinále        | Ne |
| 9.    | Anglie     | 3 – 2                | ME 2000 | základní skupina A | Luís Figo, João Vieira Pinto, Nuno Gomes                                                                            |
| 10.   | Rumunsko   | 1 – 0                | ME 2000 | základní skupina A | Costinha |
| 11.   | Německo    | 3 – 0                | ME 2000 | základní skupina A | 3x Sérgio Conceição                                                                                                 |
| 12.   | Turecko    | 2 – 0                | ME 2000 | čtvrtfinále        | 2x Nuno Gomes |
| 13.   | Francie    | 1 – 2 (PP)           | ME 2000 | semifinále         | Nuno Gomes |
| 14.   | Řecko      | 1 – 2                | ME 2004 | základní skupina A | Cristiano Ronaldo                                                                                                   |
| 15.   | Rusko      | 2 – 0                | ME 2004 | základní skupina A | Maniche, Rui Costa                                                                                                  |
| 16.   | Španělsko  | 1 – 0                | ME 2004 | základní skupina A | Nuno Gomes |
| 17.   | Anglie     | 2 – 2 (pen.6-5)      | ME 2004 | čtvrtfinále        | Hélder Postiga, Rui Costa penalty: Deco, Simão Sabrosa, Cristiano Ronaldo, Maniche, Hélder Postiga, Ricardo Pereira |
| 18.   | Nizozemsko | 2 – 1                | ME 2004 | semifinále         | Cristiano Ronaldo, Maniche                                                                                          |
| 19.   | Řecko      | 0 – 1                | ME 2004 | finále             | Ne |
| 20.   | Turecko    | 2 – 0                | ME 2008 | základní skupina A | Pepe, Raul Meireles                                                                                                 |
| 21.   | Česko      | 3 – 1                | ME 2008 | základní skupina A | Deco, Cristiano Ronaldo, Ricardo Quaresma                                                                           |
| 22.   | Švýcarsko  | 0 – 2                | ME 2008 | základní skupina A | Ne |
| 23.   | Německo    | 2 – 3                | ME 2008 | čtvrtfinále        | Nuno Gomes, Hélder Postiga                                                                                          |
| 24.   | Německo    | 0 – 1                | ME 2012 | základní skupina B | Ne |
| 25.   | Dánsko     | 3 – 2                | ME 2012 | základní skupina B | Pepe, Hélder Postiga, Silvestre Varela                                                                              |
| 26.   | Nizozemsko | 2 – 1                | ME 2012 | základní skupina B | 2x Cristiano Ronaldo                                                                                                |
| 27.   | Česko      | 1 – 0                | ME 2012 | čtvrtfinále        | Cristiano Ronaldo                                                                                                   |
| 28.   | Španělsko  | 0 – 0 (PP) (pen.2-4) | ME 2012 | semifinále         | penalty: Pepe, Nani                                                                                                 |
| 29.   | Island     | 1 – 1                | ME 2016 | základní skupina F | Nani |
| 30.   | Rakousko   | 0 – 0                | ME 2016 | základní skupina F | Ne |
| 31.   | Maďarsko   | 3 – 3                | ME 2016 | základní skupina F | Nani, 2× Cristiano Ronaldo                                                                                          |
| 32.   | Chorvatsko | 1 – 0 (PP)           | ME 2016 | osmifinále         | Ricardo Quaresma |
| 33.   | Polsko     | 1 – 1 (PP) (pen.5-3) | ME 2016 | čtvrtfinále        | Renato Sanches penalty:Cristiano Ronaldo, Renato Sanches, João Moutinho, Nani, Ricardo Quaresma                     |
| 34.   | Wales      | 2 – 0                | ME 2016 | semifinále         | Cristiano Ronaldo, Nani                                                                                             |
| 35.   | Francie    | 1 – 0                | ME 2016 | finále             | Éder |
| 36.   | Maďarsko   | 3 – 0                | ME 2021 | základní skupina F | Raphaël Guerreiro, Cristiano Ronaldo (penalta), Cristiano Ronaldo                                                   |
| 37.   | Německo    | 2 – 4                | ME 2021 | základní skupina F | Cristiano Ronaldo, Diogo Jota                                                                                       |
| 38.   | Francie    | 2 – 2                | ME 2021 | základní skupina F | 2x Cristiano Ronaldo (obě penalty)                                                                                  |
| 39.   | Belgie     | 0 – 1                | ME 2021 | osmifinále         | Ne |
| 40.   | Česko      | 2 – 1                | ME 2024 | základní skupina F | Robin Hranáč (vlastní branka CZE), Francisco Conceição                                                              |
| 41.   | Turecko    | 3 – 0                | ME 2024 | základní skupina F | Bernardo Silva, Samet Akaydin (vlastní branka TUR), Bruno Fernandes                                                 |
| 42.   | Gruzie     | 0 – 2                | ME 2024 | základní skupina F | Ne |
| 43.   | Slovinsko  | 0 – 0 (PP) (pen.3-0) | ME 2024 | osmifinále         | penalty:Cristiano Ronaldo, Bruno Fernandes, Bernardo Silva                                                          |
| 44.   | Francie    | 0 – 0 (PP) (pen.3-5) | ME 2024 | čtvrtfinále        | penalty:Cristiano Ronaldo, Bernardo Silva, Nuno Mendes                                                              |